# 3e division d'infanterie (Empire allemand)
Pour les articles homonymes, voir 3e division.
La 3e division d'infanterie est une unité de l'armée allemande qui participe aux guerres des Duchés et austro-prussienne. Elle participe ensuite à la guerre franco-allemande de 1870, puis à la Première Guerre mondiale. Au début du conflit, la 3e division d'infanterie fait partie du 2e corps d'armée allemand et participe aux différents combats en Belgique (bataille de Mons) puis en France avec la bataille de la Marne. Elle est ensuite impliquée dans la course à la mer et combat à Ypres. En novembre 1914, la division est transférée sur le front de l'est. Elle combat sur ce front jusqu'en octobre 1918 où elle est envoyée en Flandres pour limiter la progression des troupes alliées. La division est ensuite rapatriée en Allemagne où elle est dissoute au cours de l'année 1919.

## Guerre austro-prussienne de 1866

### Composition
- 5e brigade d'infanterie, Ludwig von Januschowski (de)

2e régiment de grenadiers, colonel Ernst von Reichenbach
42e régiment d'infanterie, colonel Ferdinand von Borcke (de)
- 6e brigade d'infanterie, Karl Friedrich Wilhelm von Winterfeldt (de)

14e régiment d'infanterie, colonel Alexander von Stahr (de)
54e régiment d'infanterie, lieutenant-colonel Benno von Kurowski
2e bataillon de chasseurs à pied
- Division de cavalerie 5e régiment de hussards (de), colonel Tamm von Flemming (de)

## Guerre franco-allemande de 1870

### Composition
- 5e brigade d'infanterie

2e régiment de grenadiers
42e régiment d'infanterie
- 6e brigade d'infanterie

14e régiment d'infanterie
54e régiment d'infanterie
- 2e bataillon de chasseurs à pied
- 3e régiment de dragons

### Historique
La 3e division d'infanterie est engagée dans la guerre franco-allemande de 1870, elle combat à la bataille de Saint-Privat puis participe au siège de Metz. Elle fait également partie des troupes impliquées dans le siège de Paris en 1870.

## Première Guerre mondiale

### Composition

#### Temps de paix, début 1914
- 5e brigade d'infanterie (Stettin)

2e régiment de grenadiers (Stettin)
9e régiment de grenadiers colbergeois (Stargard-en-Poméranie)
54e régiment d'infanterie (Colberg) et (Köslin)
- 6e brigade d'infanterie (Stettin)

34e régiment de fusiliers (Stettin) et (Swinemünde)
42e régiment d'infanterie (Stralsund) et (Greifswald)
- 3e brigade de cavalerie (Stettin)

2e régiment de cuirassiers (Pasewalk)
9e régiment d'uhlans (de) (Demmin)
- 3e brigade d'artillerie de campagne (Stettin)

2e régiment d'artillerie de campagne
38e régiment d'artillerie de campagne

#### Composition à la mobilisation - 1915
- 5e brigade d'infanterie

2e régiment de grenadiers
3e régiment de grenadiers
- 6e brigade d'infanterie

34e régiment de fusiliers
42e régiment d'infanterie
- 3e brigade d'artillerie de campagne

2e régiment d'artillerie de campagne
38e régiment d'artillerie de campagne
- 3e régiment de grenadiers à cheval

#### 1916
- 6e brigade d'infanterie

34e régiment de fusiliers
42e régiment d'infanterie
4e régiment de Landwehr (1er, 2e et 4e bataillons)
- 3e brigade d'artillerie de campagne

2e régiment d'artillerie de campagne
38e régiment d'artillerie de campagne
- 3e régiment de grenadiers à cheval

#### 1917
- 6e brigade d'infanterie

426e régiment d'infanterie
428e régiment d'infanterie
4e régiment de Landwehr (1er, 2e et 4e bataillons)
- 3e commandement d'artillerie divisionnaire

38e régiment d'artillerie de campagne
- 3e escadron du 3e régiment de grenadiers à cheval

#### 1918
- 6e brigade d'infanterie

381e régiment d'infanterie
426e régiment d'infanterie
428e régiment d'infanterie
- 125e commandement d'artillerie divisionnaire

2e régiment d'artillerie de campagne
- 3e escadron du 3e régiment de grenadiers à cheval

### Historique
Au début de la Première Guerre mondiale, la 3e division d'infanterie forme avec la 4e division d'infanterie le IIe corps d'armée rattaché à la Ire armée allemande. Le 54e régiment d'infanterie est détaché pour intégrer la 36e division de réserve nouvellement créée.

#### 1914
- 13 - 23 août : entrée en Belgique, la division atteint Visé le 14 août, Hasselt le 17 août, Aarschot le 19 août et Laeken le 21 août. Le 23 août, la division est engagée dans la bataille de Mons.
- 24 août - 4 septembre : entrée en France, poursuite des troupes alliées, la division se trouve à Cambrai le 26 août puis combat sur la Somme entre le 27 et le 28 août.
- 2 septembre 1914 : une avant-garde composée de Poméraniens des 2e et 9e grenadiers est engagée dans le combat de Mortefontaine qui est considéré comme le combat le plus proche de Paris et le « point extrême de l'avance ennemie »[2].
- 5 - 9 septembre : engagée dans la bataille de la Marne, (bataille de l'Ourcq) combat vers Varreddes.
- 10 septembre - 2 octobre : repli défensif, la division occupe une nouvelle ligne de défense au nord de Soissons. Engagée dans la bataille de l'Aisne.
- 2 - 15 octobre : combats dans la région de Roye, vers Laucourt et Beuvraignes.
- 15 - 26 octobre : occupation d'un secteur et combats vers Lassigny et Canny-sur-Matz.
- 27 octobre - 4 novembre : retrait du front et mouvement vers les Flandres dans le secteur du parc de Wijtschate.
- 5 - 22 novembre : engagée dans la première bataille d'Ypres.
- 22 - 26 novembre : retrait du front, en réserve de l'OHL ; mouvement par V.F. vers le front de l'est. La division est scindée en ses deux brigades, la 5e brigade est attachée à la VIIIe armée allemande en Prusse Orientale. La 6e brigade est attachée à la Xe armée allemande à l'est de Łódź[3].
- 27 novembre - 6 décembre : engagée dans la bataille de Łódź.
- 6 décembre 1914 - 12 février 1915 : occupation d'un secteur le long de la Rawka et de la Bzoura et dans la région de Bartoszowka.

#### 1915
- 12 - 20 février : en réserve de la IXe armée allemande.
- 20 - 27 février : occupation d'un secteur dans la région de Przasnysz.
- 28 février - 10 mars : occupation d'un secteur dans la région de Orzyc-Bogen.
- 11 mars - 12 juillet : occupation d'un secteur dans la région de Przasnysz. La division est réorganisée au début de l'année 1915. La 5e brigade est dissoute, le 2e régiment de grenadiers est rattaché à la 109e division d'infanterie nouvellement créée ; le 3e régiment de grenadiers renforce la 3e division de la Garde. La 6e brigade est renforcée par les 1er, 2e et 4e bataillons du 4e régiment de Landwehr[3].
- 13 juillet - 22 juillet : attaque du village et de la forêt de Szla. Poursuite des troupes russes vers le Narew.
- 23 juillet - 3 août : combat pour la traversée du Narew.
- 4 - 7 août : bataille de Orz-Bach.
- 8 - 10 août : bataille de Ostrow.
- 11 - 12 août : bataille de Tschishew-Sambrow.
- 13 - 14 août : franchissement du Nurzec et prise de Ciechanoviec.
- 15 - 18 août : poursuite des troupes russes sur le Narew supérieur et sur le Nurzec.
- 19 - 25 août : attaque de Boćki, le 19 août ; puis engagée dans la bataille de Bielsk.
- 26 août - 6 septembre : poursuite des troupes russes sur Swislosz et sur Naumka-Werecia.
- 6 - 7 septembre : engagée dans la bataille de Wolkowyszk.
- 8 septembre - 19 octobre : actions locales dans les régions de la Mjadsjolka, de la Dryswjata et de Kosjany.

#### 1916 - 1917
- 20 octobre 1915 - 14 novembre 1917 : occupation d'un secteur dans la région de la rivière Naratsch et de Dryswjatysee. Durant cette période, la division perd ses régiments d'infanterie d'active d'origine, le 42e régiment d'infanterie est transféré en Macédoine en septembre 1916. Le 34e régiment de fusiliers est transféré en Courlande en décembre 1916. La division est renforcée par l'arrivée des 426e et 428e régiment d'infanterie[3].
- 15 novembre - 7 décembre : en ligne dans la région de Dünaburg.
- 7 - 17 décembre : arrêt des combats ; cessez-le-feu avec les troupes russes.
- 17 décembre 1917 - 18 février 1918 : négociations d'armistice avec les autorités russes.

#### 1918
- 19 février - 3 mars : reprise de l'offensive, attaque allemande sur le lac Peïpous et le long de la Daugava.
- 3 mars - 2 octobre : occupation et exploitation des territoires conquis.
- 2 - 10 octobre : concentration et transport par V.F. sur le front de l'ouest.
- 11 - 24 octobre : occupation d'un secteur sur l'Yser et la Lys, actions défensives.
- 25 octobre - 1er novembre : combats défensifs lors de la poussée alliée au-delà de la Lys.
- 2 - 11 novembre : repli sur la ligne défensive Anvers-Meuse. Après le 11 novembre, la division est rapatriée en Allemagne où elle est dissoute au cours de l'année 1919.

## Chefs de corps
| Grade                        | Nom                                    | Date                                  |
| ---------------------------- | -------------------------------------- | ------------------------------------- |
| Generalleutnant              | Karl August Adolf von Krafft           | 13 septembre 1818 - 17 juin 1825      |
| Generalleutnant              | Konstantin von Zepelin (de)            | 18 juin 1825 - 16 mars 1835           |
| Generalmajor/Generalleutnant | Karl Christian von Weyrach             | 30 mars 1835 - 29 mars 1840           |
| Generalleutnant              | Friedrich Wilhelm von Brünneck         | 30 mars 1840 - 5 mars 1848            |
| Generalmajor/Generalleutnant | Ludwig Roth von Schreckenstein         | 6 mars 1848 - 24 juillet 1848         |
| Generalleutnant              | Georg von Stülpnagel                   | 25 juillet 1848 - 14 septembre 1849   |
| Generalmajor                 | Wilhelm von Cölln (de)                 | 15 septembre 1849 - 21 septembre 1849 |
| Generalleutnant              | Friedrich Wilhelm Karl von Grabow      | 22 septembre 1849 - 3 novembre 1851   |
| Generalleutnant              | Ferdinand von Hirschfeld               | 4 novembre 1851 - 6 juin 1856         |
| Generalleutnant              | Karl von Herrmann                      | 7 juin 1856 - 29 avril 1859           |
| Generalleutnant              | Frédéric-Charles de Prusse             | 30 avril 1859 - 30 juin 1860          |
| Generalleutnant              | Ferdinand von Bialcke                  | 1er juillet 1860 - 8 mai 1865         |
| Generalmajor/Generalleutnant | August von Werder                      | 9 mai 1865 - 17 juillet 1870          |
| Generalmajor/Generalleutnant | Ernst von Hartmann                     | 18 juillet 1870 - 12 mars 1877        |
| Generalmajor/Generalleutnant | Theodor von Sell (de)                  | 13 mars 1877 - 13 mai 1881            |
| Generalleutnant              | Helmuth von Ziemietzky                 | 14 mai 1881 - 13 octobre 1882         |
| Generalmajor/Generalleutnant | Rudolf von Waldow (de)                 | 14 octobre 1882 - 5 décembre 1883     |
| Generalleutnant              | Rudolf von Oppeln-Bronikowski          | 6 décembre 1883 - 26 janvier 1888     |
| Generalmajor                 | Hans von Kaltenborn-Stachau            | 27 janvier - 6 juillet 1888           |
| Generalleutnant              | Rudolf von Oppeln-Bronikowski          | 6 décembre 1883 - 26 janvier 1888     |
| Generalleutnant              | Wilhelm Roeder von Diersburg (de)      | 7 juillet 1888 - 13 janvier 1891      |
| Generalleutnant              | Kuno von Falkenstein (de)              | 17 janvier 1891 - 7 juillet 1892      |
| Generalleutnant              | Anton von Froben (de)                  | 28 juillet 1892 - 17 juillet 1896     |
| Generalleutnant              | August von Janson (de)                 | 18 juillet 1896 - 10 août 1899        |
| Generalleutnant              | Leopold Hentschel von Gilgenheimb (de) | 18 août 1899 - 17 avril 1903          |
| Generalleutnant              | Hermann von Vietinghoff                | 18 avril 1903 - 17 mai 1907           |
| Generalleutnant              | Wolfgang von Unger                     | 18 février 1908 - 19 janvier 1910     |
| Generalleutnant              | Rudolf Heinrich von Wegerer            | 20 janvier 1910 - 1er mars 1911       |
| Generalmajor/Generalleutnant | Georg von der Marwitz                  | 2 mars 1911 - 11 novembre 1912        |
| Generalleutnant              | Ferdinand von Trossel                  | 12 novembre 1912 - 11 décembre 1914   |
| Generalleutnant              | Gustav von Hollen                      | 11 décembre 1914 - 15 juin 1915       |
| Generalleutnant              | Hermann von Staabs                     | 15 juin 1915 - 6 juillet 1916         |
| Generalmajor                 | Paul Grünert                           | 7 juillet - 5 septembre 1916          |
| Generalleutnant              | Richard von Kraewel                    | 6 septembre 1916 - 2 février 1917     |
| Generalmajor                 | Friedrich Wilhelm von Sydow            | 2 février 1917 - 11 janvier 1919      |
| Generalleutnant              | Siegfried von La Chevallerie           | 12 janvier - 23 juin 1919             |